# Mota del Cuervo
Mota del Cuervo ist eine Stadt mit 6.121 Einwohnern (Stand: 2024) in der Provinz Cuenca in der Autonomen Region Kastilien-La Mancha.

## Geographie
Mota del Cuervo liegt im Zentrum von Kastilien-La Mancha, in ähnlicher Entfernung von allen Provinzhauptstädten, außer Guadalajara. Die N-301, die Madrid über Albacete und Murcia mit Cartagena verbindet, durchquert die Gemeinde, ebenso wie die mautpflichtige Autobahn AP-36 (Autobahn Ocaña-La Roda), die auf der gleichen Strecke wie die vorherige zwischen Ocaña und La Roda verläuft.

## Bevölkerungsentwicklung
| 1842 | 1900 | 1950 | 1981 | 1991 | 2001 | 2011 |
| ---- | ---- | ---- | ---- | ---- | ---- | ---- |
| 3705 | 3024 | 4952 | 5456 | 5602 | 5652 | 6274 |

## Persönlichkeiten
- Jesús Herrada (* 1990), Radrennfahrer